# Obština Rila
Obština Rila (bulharsky Община Рила) je bulharská jednotka územní samosprávy v Kjustendilské oblasti. Leží v západním Bulharsku v pohoří Rila. Správním střediskem je město Rila, kromě něj zahrnuje obština 4 vesnice. Žijí zde zhruba 2 tisíce stálých obyvatel.

## Sídla
- Padala
- Pastra[p 1]
- Rila[p 2] (sídlo správy)
- Rilski Manastir
- Smočevo[p 1]

## Sousední obštiny
| Růžice kompasu | Boboševo     | Dupnica     | Samokov | Růžice kompasu |
| Růžice kompasu | Sever        |             |         | Růžice kompasu |
| Růžice kompasu | Obština Rila |             |         | Růžice kompasu |
| Růžice kompasu | Jih          |             |         | Růžice kompasu |
| Růžice kompasu | Kočerinovo   | Blagoevgrad | Belica  | Růžice kompasu |

## Obyvatelstvo
V obštině žije 2 559 stálých obyvatel a včetně přechodně hlášených obyvatel 2 938 Podle sčítáni 1. února 2011 bylo národnostní složení následující:
- Bulhaři: 2 659 (96.8 %)
- Romové: 73 (2.7 %)
- Turci: 2 (0.1 %)
- ostatní: 13 (0.5 %)